# Agapito Mosca
Pour les articles homonymes, voir Mosca.
Agapito Mosca (né le 28 avril 1678 à  Pesaro, dans les Marches, et mort le 21 août 1760 à Rome) est un cardinal italien du XVIIIe siècle. Il est un cousin du pape Clément XI.

## Biographie
Agapito Mosca étudie à l'université d'Urbino. Il est notamment Correttore delle Contraddette à Rome, nonce extraordinaire en France, chanoine de la basilique Saint-Pierre, référendaire  au Tribunal suprême de la Signature apostolique, comme vice-légat à Romagne, gouverneur d'Jesi et de Loreto et comme président et clerc de la Chambre apostolique.  
Le pape Clément XII le crée cardinal lors du consistoire du 1er octobre 1732. Le cardinal Mosca est légat apostolique à Ferrare.
Il participe au  conclave de 1740, lors duquel Benoît XIV est élu pape, et au conclave de 1758 (élection de Clément XIII).

### Sources
- Fiche du cardinal sur le site fiu.edu